# Valverde-Enrique
Valverde-Enrique település Spanyolországban, León tartományban. Lakosainak száma 152 fő (2024).

## Földrajza
Valverde-Enrique Santa Cristina de Valmadrigal, Castrotierra de Valmadrigal, Joarilla de las Matas, Izagre, Mayorga, Matanza de los Oteros és Matadeón de los Oteros községekkel határos.

## Népesség
A település lakosságának változását az alábbi diagram mutatja:
| Lakosok száma | 218  | 208  | 213  | 199  | 189  | 181  | 161  | 155  | 152  | 152  |
|               | 2001 | 2004 | 2007 | 2009 | 2012 | 2014 | 2017 | 2019 | 2022 | 2024 |